# New Martinsville
New Martinsville település az Amerikai Egyesült Államok Nyugat-Virginia államában, Wetzel megyében, melynek megyeszékhelye is. Lakosainak száma 5204 fő (2020. április 1.).

## Népesség
A település népességének változása:

| 2010 | 5 366 |
| 2020 | 5 204 |